# 北京日報
《北京日報》是一份中华人民共和国北京市的地區日報，於1952年10月1日創刊，現為北京日報報業集团九份報章之一。該報為當地發行量最大的報章，屬於中國共產黨北京市委员会的機關報。中國共產黨主席毛澤東於1952年和1964年兩次為《北京日報》題寫報頭。
自2009年以来，《北京日报》先后荣获中国新闻奖6个，北京好新问组织策划奖4个，北京市好新闻一等奖36个，二等奖24个，三等奖22个，在中国省市级党报中遥遥领先。
2014年底，《北京日报》創辦微信公眾號《長安街知事》。截至2016年，北京日報已有19个微信公众号。
2018年，报纸入选2017年全国百强报纸推荐名单。

## 历史

### 前身
最早使用《北京日报》一名的报纸是一份1905年8月16日创刊的文言文报刊，以政治新闻为主，报馆设于崇文门内船板胡同，存世30余年，与现《北京日报》并无关联。
1946年初，中国共产党中央委员会批准在北平出版《解放》报，该报1946年2月22日创刊，编辑部位于宣武门外方壶斋9号，1946年5月29日被国民党查封。1949年1月31日北平和平解放后，时任新华社总编辑的范长江带队接管了位于王府井大街的华北日报社（现今的《人民日报》社原址），时任《人民日报》采访部副主任李庄带另一支记者队伍接管西单以东石碑胡同的中央社北平分社。1月31日晚，北平市委要求范长江等人“不必仓促上马”《人民日报》（北平版），以免忙中出错，因此原定2月1日创刊的《人民日报》（北平版）延至2月2日正式出版。
1949年3月15日，因中共中央华北局机关报《人民日报》迁至北平出版，驻原华北日报社（现今的《人民日报》社原址）；原《人民日报》（北平版）改名为《北平解放报》，由王府井大街迁至东四钱粮胡同11号原国民党《北平日报》社址，也延续了《人民日报》（北平版）的刊号，创刊号即为第42期，由邓拓担任社长，总编辑袁勃。新成立的青年团北平市筹委会不具备独立办报的条件，便决定在《北平解放报》上以专版形式创办《北平青年》。3月21日，《北平青年》作为青年团北平市筹委会的机关刊物正式创刊，每逢星期一出版一期，每期一版。这便是《北京青年报》的源起。
1949年7月17日，中共中央决定建立西南局，由邓小平任第一书记。邓小平向中央组织部提出要求：为西南各省（四川、贵州、云南）配备新闻干部，随同进军大西南的部队前往，以便在重庆、成都、贵阳、昆明解放后及时出版西南局和各省委的机关报，并及时成立新华通讯社分社。只靠部队现有的新闻干部，是不可能完成这些任务的。7月底，中共中央决定派出新闻干部队伍支援西南，北平市委决定停办《北平解放报》，整建制随军南下，成为了云南省委机关报《云南日报》的创刊主力。卢念高、王纪刚、袁克夫、陈泓、王敬、丁紫等留下的同事调到了台基厂头条的新华社北平分社，分社社长即市委宣传部副部长廖沫沙。1950年初，新华社北京分社改由总社直接领导，卢念高等人就调到了市委政策研究室和市人民政府新闻处。
此后北平市委（1949年9月北平改称北京）实际上没有自己的机关报，暂时由《人民日报》以北京新闻专栏和关于北京的评论承担市委机关报的职能，而当时北京出版发行的唯一一家地方性报纸为《新民报》北平版，报社经理是著名的章回小说大家张恨水，趁机扩大版面，变成了8个版，发行量一下子涨到了3万多份。
由于机关报的缺失，北京市委首任书记彭真1950年初开始思考创办市委机关报的问题，因当时北京已有日报性质的《新民报》，新创办的市委机关报被定名为《北京晚报》。1950年2月21日，彭真就如何办好《北京晚报》写信给邓拓、廖沫沙、张文松并刘仁：“少奇同志同意北京办一个晚报，并指示应出通俗报纸，字要印大些，以便文化程度低的劳动人民看。这一批示很对。我想出版报纸应该完全是为了解决工作和群众的问题。”并说这张报纸“应该避免任何党八股、报八股”，要是一张“在首都不是多余的报纸”“要头脑清楚、能写通俗文字、有相当水平或可以培植的。”。此后，彭真决定调时任北京市政府新闻处处长周游任《北京晚报》筹备处负责人。1951年3月，《北京晚报》筹备处在苏州胡同125号院成立，负责人除了周游，还有市委政策研究室秘书长罗林，以及从《新民报》调来的老地下党员张其华。筹备处50余人的编采队伍中，大部分成员是从北京各大学、高中抽调的进步学生。为了在实战中练兵，同时配合“三反”运动，1951年底，市委决定，由晚报筹备处出版《反贪污、反浪费、反官僚主义内部通讯》（简称《三反小报》）。《三反小报》一共出了70期，是不公开发行的报纸。
1952年初，《新民报》因经营困难，难以为继，其经理邓季惺向彭真提出要求，把《新民报》社收归国有，并建议彭真“不如直接办日报”。1952年3月27日，北京市政府收购《新民报》私股，并将其与筹备中的北京市委机关报《北京晚报》合并，《北京晚报》筹备处也改为《北京日报》筹备处。1952年4月《新民报》的设备和工作人员130余人均并入筹备处。后来的《北京晚报》则于1958年3月15日创办。

### 创刊

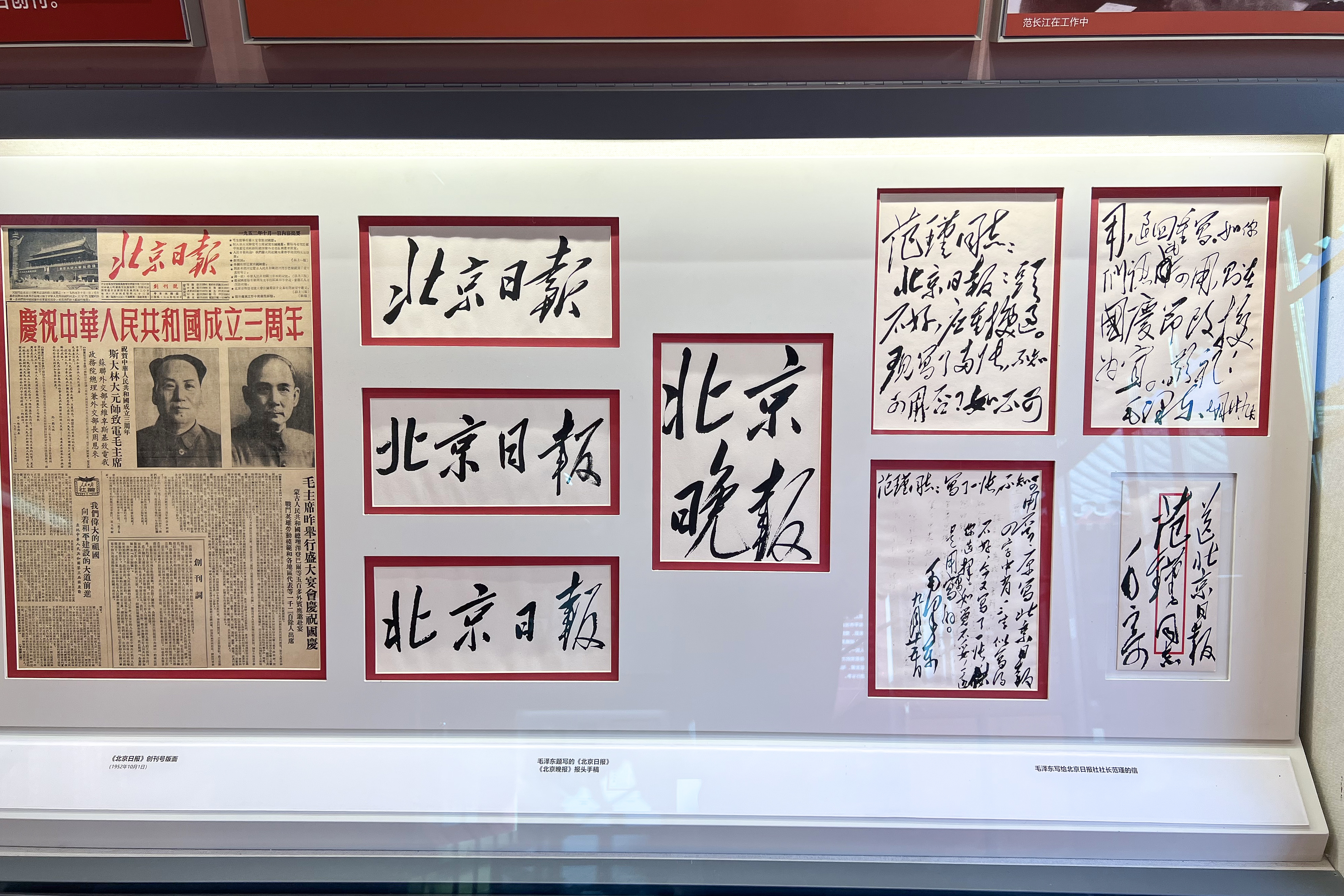
京报馆展出的《北京日报》历代报头手稿，其中最上方为第一版，最下方为现行版

1952年4月14日，《北京日报》筹备处负责人周游就报纸创刊问题致信当时在外地工作的中共北京市委书记兼市长彭真，称此前预定5月1日创刊“为时过促”，编辑部的同志听说5月1日创刊的消息，曾说“我们是长期准备，仓促应战”，希望在彭真回京之后正式创刊，并希望彭真转请党主席毛泽东为《北京日报》题写报头。彭真对此回信“报头可以请主席题，报纸出版不要等我。至于‘应战’，办报纸总是要天天应的。要争取在仓促应战中又是有准备有把握的。……出版的日期，请你们斟酌”。1952年5月，《北京日报》筹备处从苏州胡同125号迁入西长安街72号的《新民报》社址。后来，创刊日曾定为6月1日。在5月24日《北京日报》社写给毛泽东主席请求题写报头的信中就提到，“《北京日报》准备于6月1日创刊，”“恳请主席能在百忙当中，抽暇给报纸题写这四个字。如有可能，希望在5月27日以前就便题好，赐寄北京西长安街72号《北京日报》社。”毛泽东当天即为《北京日报》题写报头。6月1日，报纸创刊条件仍不够成熟。
1952年8月，《天津日报》总编辑范瑾被调到《北京日报》筹备处，主持《北京日报》的筹备工作。范瑾为第一任《北京日报》社社长，副社长兼总编辑周游。
1952年9月27日到29日的《新民报》一连三天刊登《北京日报》创刊启事和北京《新民报》终刊启事，《新民报》北京版于1952年9月29日终止发刊。
1952年10月1日，《北京日报》正式创刊，当时报纸为对开4版、直排，定价为第一套人民币600元，相当于后来的第二套人民币6分，创刊号发行了3万余份。1952年11月，北京日报社从西长安街72号迁入东长安街2号，但条件仍然难以满足日益增长的需求。1954年11月2日，北京日报编委会决定成立北京日报社建房委员会，同年北京市委第二书记刘仁指示市委办公厅，将北京市委在东单麻线胡同的职工宿舍拨给北京日报社，以建设办公楼和印刷厂，当时新建的办公楼和厂房由张开济主持设计，办公楼共有四层，建筑总面积7676.4平方米，工厂楼建筑占地面积680平方米。
1956年1月1日，《北京日报》由竖排改为横排，采用老五号字体，此版面形态一直使用至1992年扩版。
1964年7月29日，毛泽东致信《北京日报》社长范瑾，称“北京日报报头不好，应重换过”，并附上两张新写的报头，其后范瑾在回信中请求毛泽东为《北京晚报》题写报头，毛泽东又于9月25日题写了《北京晚报》的报头，并为《北京日报》重新题写了报头，这两张报头1964年10月1日启用。

### 现代化

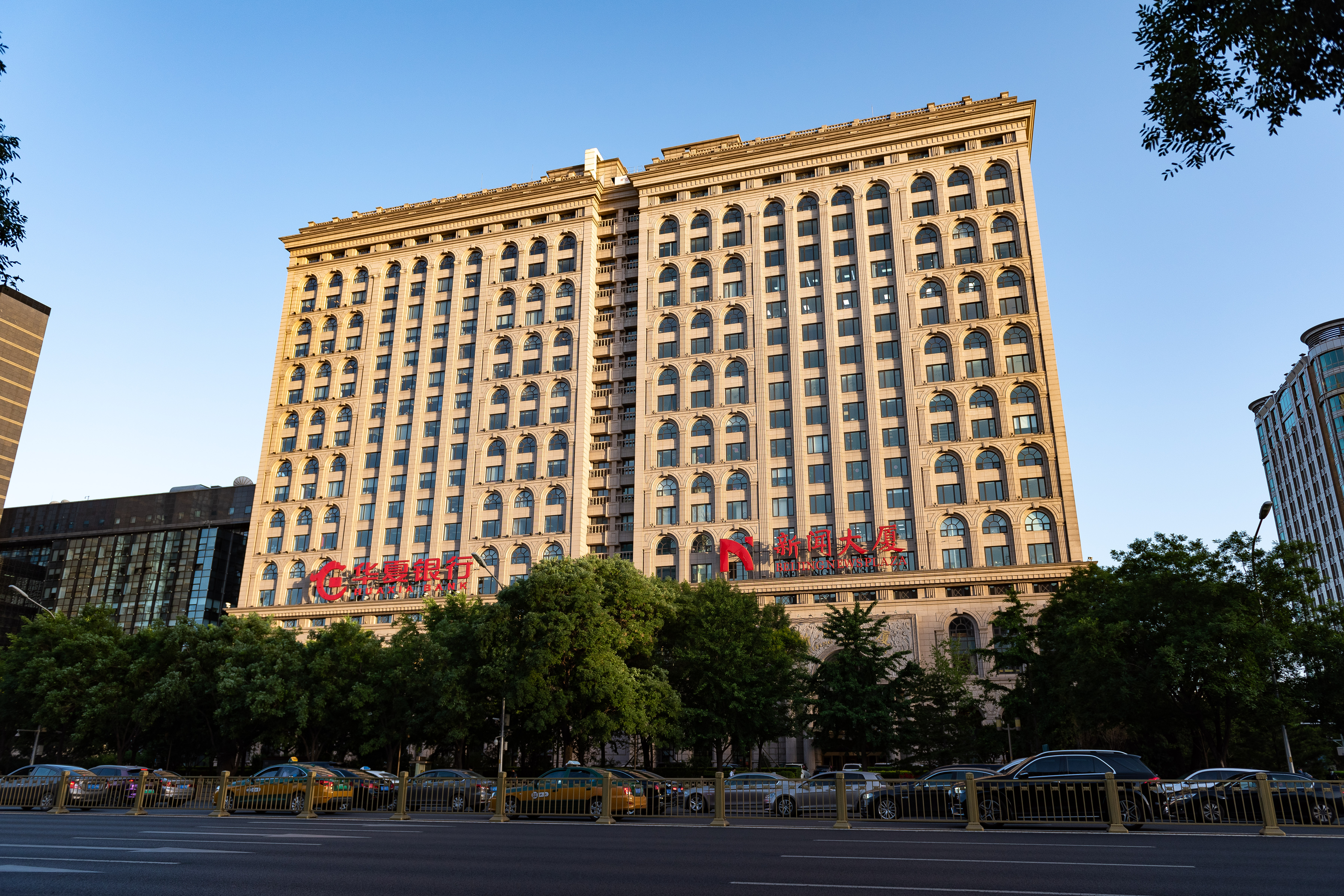
北京日报社北侧的新闻大厦

20世纪80年代起，《北京日报》社报纸版面增加，广告业务开始，机构和人员增多，导致原有的报社建筑不敷应用，北京市规划局局长平永泉提出将报社老楼“原地扩建，四层变八层”的计划。1990年1月1日，北京日报社启用激光照排系统。1991年6月1日，北京市政府第14次常务会议决定将北京日报办公楼的建设分为两步：第一步为在报社现有办公楼上加建楼层，将原四层升为八层；第二步为争取早日实现在报社现址北面、建国门内大街南侧建设新闻大厦。此后，北京日报社员工分散至厂房楼和东单托儿所办公，旧楼加层工程1991年9月1日开工。
1992年7月1日，《北京日报》首次扩版，将4版扩为8版，同年7月5日出版其第一份彩色报纸。1993年5月23日，扩建后的北京日报社办公楼启用。1994年10月初，《北京日报》社成立新闻大厦建设工作领导小组，其后新闻大厦被列入北京市首次赴香港招商项目。1999年5月6日，《北京日报》由8个版扩为12个版。
2000年3月28日，北京日报报业集团成立。同年10月，为建设新闻大厦，北京日报社将西楼、东楼及地下车库拆除，17个部门300多职工分别搬到报社印务中心、和平里北京经济报大楼、大方家胡同及东方广场等地办公。新闻大厦于2001年4月7日奠基，2002年7月26日实现结构封顶，2004年5月28日建成启用。此后《北京日报》也有过数次改版。
2006年，北京日报报业集团决定新建新闻采编中心。2007年9月，北京市发改委同意新闻采编中心在报社原址进行翻扩建，该建筑由中国中元国际工程公司和德国赛德建筑师事务所联合设计。2007年11月12日，新闻采编中心建设启动，报社8层南楼被拆除。北京日报报业集团新闻采编中心于2009年12月19日奠基，2011年6月19日封顶，2012年10月建成启用。
2011年1月1日，《北京日报》再次扩版，工作日扩到20至24版。

## 事件

### 要求骆家辉公布财产事件
2012年5月14日下午，《北京日报》在微博官方账号转发文章“美国驻华大使骆家辉喝咖啡、坐经济舱是包装成‘平民’的作秀行为”时，提出“请骆家辉公布财产”的要求，此微博瞬时引起中国网民围观和热议，将骆家辉同中国时下最敏感的辩论相联系，即公布党政官员私人财产的问题。其实，在美国Opensecrets.org网站，一直可以清晰地查阅骆家辉2008年至2010年的财产状况，还可查到奥巴马总统、所有内阁成员及国会议员的财产。美国驻华大使馆证明：骆家辉在美国联邦政府行政部门的官员当中是第六富人；他的工资在当美国商务部长的时候，年薪为191300美元；现在作为美国驻华大使，年薪为179700美元。不少网民将此贴转给《北京日报》官博，要求该报社长梅宁华公布个人财产；但《北京日报》并未做出回应，其官博头一天要求骆家辉公布财产的帖子已经删除。

### 北京洪灾救灾照片疑似造假
2023年7月底，受颱風杜蘇芮外圍環流影響，京津冀地區極端強降雨不斷。8月1日，《北京日報》報導，40多名協助救災的武警在結束救災後，終於能回到位於火車站內的臨時救災基地睡覺，並放上數張武警們腳踩雨鞋正在睡覺的照片。武警帶隊負責人王峰向《北京日報》表示，他的戰友們終於可以休息了，但即便是睡著了，武警們也處於待命狀態，隨時準備出發救災。《北京日報》指出，這群武警在7月31日晚間甫抵達火車站後隨即展開救災，在經歷了數小時的救援，協助將受困民眾轉移到安全地帶後才能休息。王峰表示，救災完成後的武警並沒有停留在當地，而是連夜趕回火車站待命。然而網友指出，照片中的武警穿著乾淨，靴子“嶄新到能反光”，并不像剛協助完救災。

## 外部連結
- 《北京日报》电子报 （页面存档备份，存于）
- 《北京日报》的新浪微博
- 北京日报报业集团·京报网（页面存档备份，存于）